# Юри (индейский язык)
Юри́ (жури, шурупишуна; yurí; устаревшие: juri, xurúpixuna, tucano-tapuya) — мёртвый неклассифицированный язык индейцев-юри.
Был распространён по реке Пуре́, притока Жапуры (левый приток Амазонки) на границе Бразилии и Колумбии. Язык считается вымершим.

## Генетическая принадлежность
О языке юри сохранилось очень мало сведений. Ортис приводит лишь небольшой словарик, собранный у более ранних авторов. Фактически язык является изолированным, хотя есть попытки связать его с другим изолятом — языком тыкуна с образованием тыкуна-юрийской семьи. Т. Кауфман (1994:62) считает, что есть определённые лексические свидетельства в пользу такого родства.

### Карабайо
Часто считается, что язык и народ карабайо соответствуют языку и народу юри. Действительно, колумбийские правительственные издания говорят о «юри (карабайо)», «карабайо (юри)» или «юри, Aroje или карабайо» как о едином народе. Однако, когда в 1969 году произошла случайная встреча с одним из народов Rio Puré (вероятно, карабайо), только для 20 % слов, которые были при этом собраны, существовали родственные эквивалентны в юри. Это слишком мало, чтобы считать, что язык Rio Puré, записанный в 1969 году, является прямым потомком юри, хотя он, видимо, относится к той же семье. Тем не менее, данные, записанные в 1969 году, не доступны для ученых, и только три из собранных слов в настоящее время известны.
Численность этнической группы, проживающей теперь на территории Колумбии (муниципалитет Ла-Чоррера департамента Амасонас) и перешедшей на испанский язык, оценивается в 150—200 человек.